# 播磨町立蓮池小学校
播磨町立蓮池小学校（はりまちょうりつはすいけしょうがっこう）は、兵庫県加古郡播磨町西野添にある公立小学校。播磨町の人口増加に伴い、播磨町立播磨小学校から分離して開校した。

## 沿革
- 1974年（昭和49年）4月1日 - 開校。
- 1976年（昭和51年）- 校歌制定。
- 1981年（昭和56年）4月1日 - 播磨町立播磨北小学校開校に伴い校区変更。
- 1994年（平成6年）- 北校舎全面改修。
- 2002年（平成14年）- 南校舎改築。
- 2007年（平成19年）- 播磨北小学校閉校により旧校区が本校に復帰。
- 2010年（平成22年）9月15日 - 太陽光発電稼働。
- 2014年（平成26年）2月6日 - 校庭の一部芝生化を実施。

## 教育方針

### 学校教育目標
「未来を拓く子どもたちの豊かな人間力の育成」

### めざす児童像
1. 自ら考え表現する子
2. 心豊かな子
3. たくましい子

## 通学区域
- 西野添1丁目-5丁目、東野添1丁目-3丁目、北野添1丁目-3丁目、上野添1丁目-3丁目、野添城1丁目-3丁目、野添（明姫幹線（国道250号）以北の区域）、大中1丁目-3丁目、大中4丁目（1番-4番、7番-15番）[1]

## 進学先中学校
全域が播磨町立播磨中学校の校区である。

## 交通アクセス
- JR西日本山陽本線土山駅下車、徒歩約15分。
- 山陽電気鉄道本線播磨町駅下車、徒歩約15分。

## 通学区域が隣接している学校
- 播磨町立播磨西小学校
- 播磨町立播磨小学校
- 播磨町立播磨南小学校
- 明石市立二見西小学校
- 明石市立二見北小学校
- 明石市立清水小学校
- 加古川市立平岡東小学校
- 加古川市立平岡小学校